# 邸瑛琪
邸瑛琪（1956年—），河北芦龙人，满族，中华人民共和国政治人物、第十一届全国人民代表大会河南地区代表。
毕业于郑州大学法律专业。担任河南财经政法大学教授、法学院院长。2008年起担任全国人大代表。